# Hugo Pratt
Hugo Pratt (pravo ime: Ugo Eugenio Prat; Venecija, 15. lipnja 1927. – Lausanne, 20. kolovoza 1995.), talijanski crtač stripova.
Crtačem stripova odlučuje postati u desetoj godini, za vrijeme boravka u Etiopiji s roditeljima. Nakon što u sedamnaestoj godini zajedno s prijateljima u Veneciji tiska prvu publikaciju 'As pik', argentinski izdavač ih poziva da dođu raditi u Buenos Aires, što oni prihvaćaju.  1952. izdaje 'Narednika Kirka', zatim slijede 'Ana iz džungle', 'Fort Wheeling' i drugi stripovi. 1959. u Londonu radi za Daily Mirror. Nakon toga odlazi u Brazil, a kasnije se vraća u Italiju. 1967. crta prvu priču u kojoj se pojavljuje njegov kasnije najpoznatiji lik, Corto Maltese, 'Baladu o slanome moru'. Corto ubrzo postaje dominantan lik u Prattovim djelima.